# Amphilophus robertsoni
Amphilophus robertsoni of smaragdgroene cichlide is een straalvinnige vissensoort uit de familie van de cichliden (Cichlidae). De wetenschappelijke naam van de soort is voor het eerst geldig gepubliceerd in 1905 door Regan.